# 帕爾默 (愛荷華州)
帕爾默（英語：Palmer）是一個位於美國愛荷華州波卡洪塔斯縣的城市。

## 地理
帕爾默的座標為42°37′51″N 94°36′00″W / 42.63083°N 94.60000°W，而該地的平均海拔高度為378米（即1240英尺）。

## 人口
根據2010年美國人口普查的數據，帕爾默的面積為1.09平方千米，當中陸地面積為1.09平方千米，而水域面積為0.00平方千米。當地共有人口165人，而人口密度為每平方千米151人。